# Verbovec várkastélya
Verbovec várkastélya (horvátul: Stari kaštel Vrbovec), várkastély Horvátországban,  Vrbovec település központjában. 

## Fekvése
Vrbovec központjában a Zrínyi Péterről elnevezett téren áll.

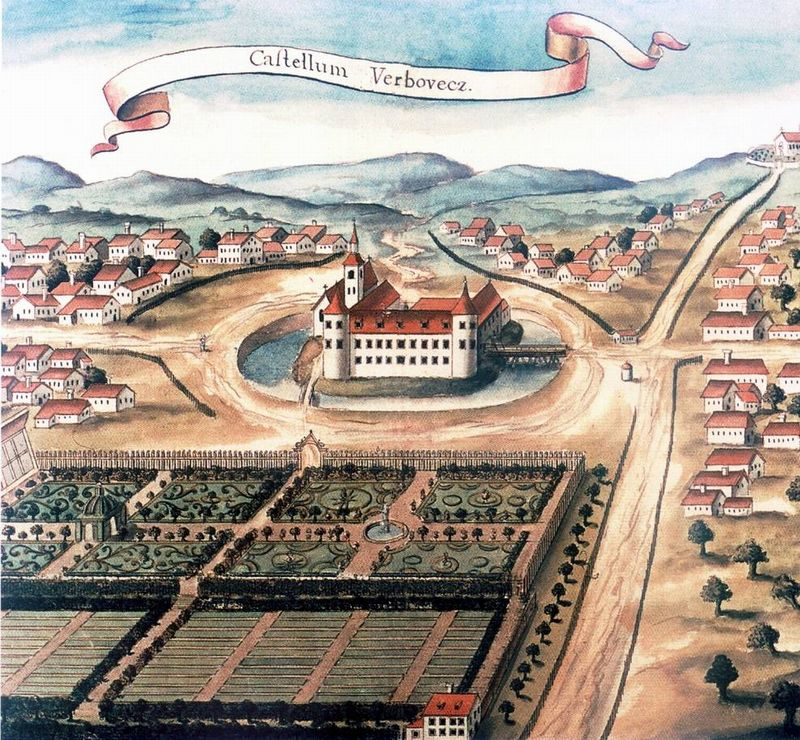
A várkastély ábrázolása 1740-ből

## Története
1528-ban már említik Vebovec várkastélyát, melyet valószínűleg nem sokkal előbb a török ellen építettek. 1531-ben az uradalom birtokosa Zrínyi Miklós lett és 160 évig a család birtokában maradt. A horvát szábor 1554-ben hozott határozatával utasította Körös vármegye népét, hogy kezdjék meg azon fatörzsek kivágását, melyeket Verbovec erődítéseihez kell felhasználni. 1591-ben a török rövid időre Verbovec várát is elfoglalta és felgyújtotta. Ezután a várkastélyt teljesen újjáépítették, erődítéseit pedig a kastélyt övező paliszád kivételével fa helyett már kőből építették meg. A Zrínyiek kihalása után a birtok tulajdonosa a zágrábi káptalan és Batthyányi Ádám horvát bán lett. 1710-ben az uradalmat Patacsich Boldizsár vásárolta meg. Az 1755-ös parasztfelkelésben a parasztok Verbovec várkastélyát is felégették. Ezután Patacsichok az egykori vár egyik szárnyán, egy új, téglából épített kastélyt építtettek. Az új kastély szabályos téglalap alaprajzú, egyszintes építmény, lényegében ma is áll. A régi várkastélyból azonban csak egy torony maradt. Helyét egy kisebb magaslat jelzi, melyen az új kastély parkja és a település plébániatemploma található.

## A várkastély mai állapota
A régi kastélyból mára csak egy torony maradt, mely Zrínyi Péter nevét viseli annak emlékére, hogy 1621. június 6-án itt született a horvát bán, költő és hadvezér. 
Emléktáblája a torony falán áll. A ma is álló kastélyt 1755 után építtette fel a Patacsich család barokk stílusban. Ma irodaház és kulturális központ, benne működik a városi fúvószenekar és a helyi rádió is.